# Moth
Moth là một thị xã và là một nagar panchayat của quận Jhansi thuộc bang Uttar Pradesh, Ấn Độ.

## Địa lý
Moth có vị trí 25°43′B 78°57′Đ / 25,72°B 78,95°Đ Nó có độ cao trung bình là 191 mét (626 feet).

## Nhân khẩu
Theo điều tra dân số năm 2001 của Ấn Độ, Moth có dân số 13.029 người. Phái nam chiếm 53% tổng số dân và phái nữ chiếm 47%. Moth có tỷ lệ 64% biết đọc biết viết, cao hơn tỷ lệ trung bình toàn quốc là 59,5%: tỷ lệ cho phái nam là 71%, và tỷ lệ cho phái nữ là 57%. Tại Moth, 15% dân số nhỏ hơn 6 tuổi.